# Шрайбер, Ульрих
Ульрих Шрайбер (нем. Ulrich Schreiber, род. 5 июля 1951, Золинген, Германия) — директор Берлинского международного литературного фестиваля.

## Биография
Ульрих Шрайбер родился в 1951-м году в Золингене, Германия. Учился на строителя, а чуть позже получил сертификат о среднем образовании, посещая вечернюю школу. Окончив курс по строительной инженерии, Шрайбер получил диплом о высшем образовании. Он изучал философию, политику и русский язык в Свободном Университете Берлина в 1973—1981 годах и успешно справился с педагогической подготовкой в Целле в 1984 году.

## Карьера
Ульрих был одним из основателей «Berliner Volksuniversität» в 1980 и основателем «Hamburger Volksuniversität» в 1983 году. В 1985 году он стал директором немецко-итальянского культурного фестиваля в Гамбурге. В период 1980-х и 90-х годов работал в качестве культурного менеджера и главного архитектора в Гамбурге, Штутгарте и Берлине. С 1989 по 1998 год был председателем «Internationale Peter Weiss-Gesellschaft». В 1998 году стал главным директором «Дней Томаса Бернарда» в Берлине. В том же году, при посещении поэтического фестиваля в Эрлангере, он пожелал организовать литературный фестиваль в Берлине. В 2001 году он основал Международный Литературный Фестиваль Берлина и стал его главой. Ульрих — инициатор серии Всемирного Чтения, которая организовывает чтение книг, отражающих современные события или дебаты с 2006 года. Также он один из основателей фестиваля PEN World Voices, Нью-Йоркского фестиваля международной литературы и литературного фестиваля в Мумбаи в 2007 году.
Был одним из организаторов проекта LiteraturRaum — резиденции для писателей в отеле Берлина, дававшей возможность проживания и творческой деятельности в течение 4—6 недель в столице Германии. Проект действовал с сентября 2009 по начало 2012 года.
Ульрих Шрайбер — член немецкого ПЕН-клуба.

## Всемирные Чтения
- 2006, 20 марта: Елиот Вейнбергер «Что я слышал о Ираке»
- 2007, 20 марта: В память Анны Политковской
- 2007, 9 сентября: В поддержку демократии и свободных медиа в Зимбабве
- 2008, 20 марта: Лю Хюн «Вспомнить, чтобы забыть»
- 2008, 5 октября: В память Махмуда Дарвиша
- 2009, 16 сентября: В поддержку демократии и свободы в Иране
- 2010, 4 июня: В поддержку Тяо Юву и память трагедии на площади Тяньаньмэнь
- 2011, 20 марта: В поддержку Лю Ксиабо[4]